# Sandra Romain
Sandra Romain, nata Marioara Popescu (Timișoara, 26 marzo 1978), è un'ex attrice pornografica rumena.

## Biografia e carriera pornografica
Sandra Romain lavorava per una rivista di viaggi in Romania quando un giorno, per ingannare la noia, le capitò di sfogliare una rivista pornografica. Il suo capo se ne accorse e le disse che avrebbe potuto comparire sulla rivista, se proprio ci teneva. Lei prese qualche contatto e iniziò a lavorare in film per adulti.
Dal 2001 ha lavorato per produzioni europee poi, nell'agosto 2005 si è trasferita negli Stati Uniti, dove è stata rappresentata da agenti come Mark Spiegler della Spiegler Girls, Derek Hay della LA Direct Models e il regista svedese Mikael Grundström.
Nel 2003, Sandra ha recitato nel video Pure Max 10, insieme al controverso attore e regista americano Max Hardcore.
All'inizio, non conoscendo bene la lingua, ha avuto dei problemi con la sua carriera ed ha girato la sua prima scena con Rocco Siffredi ma subito dopo si è affermata grazie alla sua capacità di girare scene con doppie e triple penetrazioni. Sandra ha stretto amicizia con attrici come Mélissa Lauren e Katja Kassin. La sera del 13 gennaio 2007 ha vinto 4 premi al ventiquattresimo AVN Awards a Las Vegas., essendo l'unica pornostar rumena a vincere 5 AVN in totale
Subito dopo si è ritirata dalla pornografia americana ed è ritornata in Romania per lavorare per qualche altro film europeo, insieme a registi amici come Christophe Clark e Jean-Yves LeCastel. Pur avendo deciso di ritirarsi del tutto nel 2008, tra il 2011 e il 2012 ha girato altre scene per Kink e Brazzers.

## Vita privata
Ha una sorella Alice Romain, anch'ella pornoattrice, come il marito Sorin

## Riconoscimenti
AVN Awards
- 2006 – Best Sex Scene In A Foreign Shot Production per Euro Domination 1 con JYL, Nick Lang e Kid Jamaica[9]
- 2007 – Best Anal Sex Scene - Film per Manhunters con Jada Fire e Brian Surewood[10]
- 2007 – Best Group Sex Scene - Video per Fashionist Safado; The Challange con Adrianna Nicole, Flower Tucci, Sasha Grey, Nicole Sheridan, Marie Luv, Carolina Pierce, Lea Baren, Jewell Marceau, Jean Val Jean, Cristian XXX, Vodoo, Chris Charming, Erik Everhard, Mr Pete e Rocco Siffredi[11]
- 2007 – Best Sex Scene In A Foreign Shot Production per Outnumbered 4 con Isabel Ice, Dora Venter, Cathy, Karina, Nicol, Puma Black, Erik Everhard, Steve Holmes e Robert Rosenberg[12]
- 2007 – Best Three-Way Sex Scene per Fuck Slaves con Sasha Grey e Manuel Ferrara[13]

## Filmografia
- Matador 9: 18 Holes - Passion On The Green (2000)
- Assman 16 (2001)
- Assman 17 (2001)
- Big Natural Tits 4 (2001)
- Debauchery 9 (2001)
- Eve Insane Obsession (2001)
- Katia's Dreams (2001)
- Matador 11: Sex Portrait (2001)
- Matador 14: Anal Psycho-analysis (2001)
- Private Reality 1: Sexy Temptation (2001)
- Private Reality 4: Just Do It to Me (2001)
- Private XXX 14: Cum With Me (2001)
- Rocco: Animal Trainer 5 (2001)
- Rocco's True Anal Stories 14 (2001)
- Anal Intensive 1 (2002)
- Assman 21 (2002)
- Christoph's Beautiful Girls 4 (2002)
- Corsica (2002)
- Cum Dumpsters 1 (2002)
- Debauchery 12 (2002)
- Euro Angels Hardball 16: Anal Training (2002)
- Euro Angels Hardball 17: Anal Savants (2002)
- Euro Angels Hardball 18: Attention To De-Tail (2002)
- Offertes à tout 12: Fantasmes de Minettes (2002)
- Private Life of Claudia Ricci (2002)
- Private Orgies (2002)
- Up Your Ass 20 (2002)
- Ursula e le Collegiali (2002)
- XXX Road Trip 1 (2002)
- Anal Expedition 1 (2003)
- Anal Intensive 5 (2003)
- Ass Wide Open 1 (2003)
- Butt Gallery 1 (2003)
- Buttman's Anal Show 4 (2003)
- Club Inferno (2003)
- Double Anal Plugged 1 (2003)
- Euro Girls Never Say No 1 (2003)
- Euro Girls Never Say No 3 (2003)
- Euroglam 3 (2003)
- Full Anal Access 3 (2003)
- Hustler Casting Couch 1 (2003)
- Hustler XXX 18 (2003)
- I Love It Rough 3 (2003)
- Look What's Up My Ass 2 (2003)
- Outnumbered 2 (2003)
- Pure Max 10 (2003)
- Salieri Erotic Stories 1 (2003)
- Salieri Erotic Stories 3 (2003)
- Tournante 1 (2003)
- Ultimate Asses 2 (2003)
- 1 Whore + 1 More 2 (2004)
- 12 on One 2 (2004)
- 2 + Me = 3 (2004)
- Altered Assholes 2 (2004)
- Anal Annihilation 1 (2004)
- Anal Expedition 3 (2004)
- Ass Appeal 1 (2004)
- Ass Deep 2 (2004)
- Ass Obsessed 3 (2004)
- Ass Wreckage 1 (2004)
- Beef Eaters 1 (2004)
- Bet Your Ass 1 (2004)
- Black Cravings 14 (2004)
- Built for Sex 2 (2004)
- California Bad Girls 2 (2004)
- Chasing The Big Ones 24 (2004)
- Euro Domination 1 (2004)
- Euro Slit (2004)
- F to the A 2 (2004)
- Fuck My Ass -n- Make Me Cum 3 (2004)
- Hellcats 6 (2004)
- I'll Do Anything for You 3 (2004)
- Intensitivity 4 (2004)
- Just Fuckin' 1 (2004)
- Manhammer 3 (2004)
- Meat Pushin In The Seat Cushion 4 (2004)
- Modern History (2004)
- More Dirty Debutantes 295 (2004)
- Mr. Pete Is Unleashed 2 (2004)
- Passion Of The Ass 1 (2004)
- Private Thrills (2004)
- Sexy Euro Girls 1 (2004)
- Six Pack (2004)
- Slexy 2 (2004)
- Sperm Smiles 1 (2004)
- Steve Holmes' Super Sluts (2004)
- Three's Cumpany (2004)
- Threesomes (2004)
- Un-natural Sex 13 (2004)
- 10 Man Cum Slam 13 (2005)
- A2M 7 (2005)
- Absolute Ass 4 (2005)
- All About Anal 4 (2005)
- Anal Cum Swappers 1 (2005)
- Anal Driller 6 (2005)
- Anal Instinct 2 (2005)
- Anal Interpreter (2005)
- Anal Showdown (2005)
- Anal Sinsations (2005)
- Appetite For Ass Destruction 2 (2005)
- Ass 2 Mouth 3 (2005)
- Ass Breeder 1 (2005)
- Ass Cleavage 6 (2005)
- Ass Factor 1 (2005)
- Ass Fukt 1 (2005)
- Ass Jumpers 1 (2005)
- Ass Slaves 3 (2005)
- Ass 'troyed 2 (2005)
- Assault That Ass 8 (2005)
- Assed Out 4 (2005)
- Assfixiation 2 (2005)
- Assylum (2005)
- Backwash Babes (2005)
- Be My Bitch 1 (2005)
- Belladonna: Fetish Fanatic 1 (2005)
- Belladonna: Fetish Fanatic 2 (2005)
- Belladonna: No Warning 1 (2005)
- Best by Private 69: Ass to Mouth (2005)
- Big Toys No Boys 3 (2005)
- Bitches in Heat 2 (2005)
- Black and White Done Right 2 (2005)
- Black Boned 2 (2005)
- Black in the Ass 5 (2005)
- Black in the Crack Black in the Back 1 (2005)
- Blow Me Sandwich 7 (2005)
- Buffy Malibu's Nasty Girls 32 (2005)
- Bush Hunter 1 (2005)
- Butt Gallery 2 (2005)
- Butt Licking Anal Whores 1 (2005)
- Butt Quest 4 (2005)
- Cherry Lickers 1 (2005)
- Crack Addict 3 (2005)
- Cum Dumpsters 5 (2005)
- Cum Fart Cocktails 2 (2005)
- Cum Swappers 3 (2005)
- Cumstains 6 (2005)
- Cunt Gushers 1 (2005)
- Deception (2005)
- Deep Tush (2005)
- Dementia 3 (2005)
- Desperate Housewhores 1 (2005)
- Destroy the World 3 (2005)
- Direct Deposit 2 (2005)
- Dirty Movie (2005)
- Double Dip-her 3 (2005)
- Double Dippin (II) (2005)
- Double Impact 3 (2005)
- Double Penetration 2 (2005)
- DP Me Baby 1 (2005)
- Drive Thru 3 (2005)
- Erotic Cabaret 1 (2005)
- F My A 2 (2005)
- Face Fucked 1 (2005)
- Finger Licking Good 2 (2005)
- Fishnets 2 (2005)
- Flesh Gallery (2005)
- Fucking Assholes 4 (2005)
- Getting Stoned 2 (2005)
- Great Big Asses 1 (2005)
- Hellfire Sex 2 (2005)
- Here Cumz Santa (2005)
- His Ass Is Mine 1 (2005)
- Hittin' Dat White Azz 5 (2005)
- Hold Every Drop Then Swap (2005)
- Home Schooled 3 (2005)
- Honey We Blew Up Your Pussy 5 (2005)
- Horny Holiday (2005)
- Hos 4 Bros (2005)
- Hurt So Good (2005)
- I Got Banged 4 (2005)
- I Love Black Dick 1 (2005)
- I Love 'em Natural 2 (2005)
- Inside The Pink Door (2005)
- Jack's Playground 25 (2005)
- Jack's Teen America 8 (2005)
- Jessica's Jet Set (2005)
- Jungle Love 5: Interracial Game (2005)
- Latin Obsession 1 (2005)
- Latina Anal Assault 1 (2005)
- Les Perversions 7 (2005)
- Lewd Conduct 23 (2005)
- Lick Between the Lines 1 (2005)
- Lucky Bastard 3 (2005)
- Man's Best Friend (2005)
- Mind Fuck (2005)
- Mouth 2 Mouth 1 (2005)
- Mr. Pete Is Unleashed 4 (2005)
- Nailed With Cum 2 (2005)
- Nasty Hard Sex 2 (2005)
- Neo Pornographia 1 (2005)
- Neo Pornographia 2 (2005)
- Obsession 1 (2005)
- Ole' In And Out 2 (2005)
- One In Every Hole 1 (2005)
- Perverted POV 8 (2005)
- Pimpin White Ho's (2005)
- Please Drill My Ass POV Style 2 (2005)
- Pole Position 4 (2005)
- Porn Star Station 5 (2005)
- Pros 4 (2005)
- Public Affairs (2005)
- Pussy Party 7 (2005)
- Ready Wet Go 1 (2005)
- Riveted Rectums 3 (2005)
- Screw My Wife Please 50 (And Make it an Orgy) (2005)
- Semen Demons 2 (2005)
- Service Animals 21 (2005)
- Sex Sells (2005)
- Shag (2005)
- She Got Ass 4 (2005)
- Sinful Asians 4 (2005)
- Slut Wives 1 (2005)
- Smokin' Crack 1 (2005)
- Sodom 1 (2005)
- Sperm Swappers 1 (2005)
- Sperm Swappers 2 (2005)
- Spunk'd 2 (2005)
- Strap-On Toyz (2005)
- Stripper School Orgy (2005)
- Suck Fuck Swallow 2 (2005)
- Superwhores 5 (2005)
- Surrender the Booty 2 (2005)
- Swallow The Leader 1 (2005)
- Sweet Cheeks 6 (2005)
- Take It Black 2 (2005)
- Take it Like a Man (2005)
- Tarot (2005)
- Tex-ass Hole Em (2005)
- Tight Ends (2005)
- Top Notch Bitches 3 (2005)
- Totally Fucked Anal Edition (2005)
- Toy Boxes 1 (2005)
- Up Your Ass 23 (2005)
- Up'r Class 2 (2005)
- Voyeur 30 (2005)
- Warning I Fuck On The First Date 3 (2005)
- Who Let The Whores Out 1 (2005)
- Whores Don't Wear Panties 2 (2005)
- Who's The Bitch Now 1 (2005)
- Workplace (2005)
- 2 on 1 23 (2006)
- 3 Fucking Me (2006)
- Afternoon Delight (2006)
- Amazing POV Sluts 3 (2006)
- Anal Addicts 21 (2006)
- Anal Assassins (2006)
- Anal Expedition 9 (2006)
- Anal Extremes 1 (2006)
- Anal Frosting (2006)
- Anal Fuck Dolls (2006)
- Anal NYC (2006)
- Anal Princess Diaries 2 (2006)
- Anal Renegades 1 (2006)
- Anal Swine (2006)
- Anal Xcavators (2006)
- Aphrodisiac (2006)
- Ashton Asylum (2006)
- Ass Attack 3 (2006)
- Ass For Days 1 (2006)
- Ass Jazz 3 (2006)
- Ass Jumpers 2 (2006)
- Ass Masterpiece 1 (2006)
- Ass Parade 9 (2006)
- Ass Pumpers 2 (2006)
- Ass Wide Open 3 (2006)
- Ass Worship 9 (2006)
- Assassin 4 (2006)
- Asses of Face Destruction 1 (2006)
- Assploitations 6 (2006)
- Asstravaganza 2 (2006)
- Assume the Position (2006)
- Bang Bus 15 (2006)
- Belladonna: Fetish Fanatic 4 (2006)
- Belladonna: Manhandled 1 (2006)
- Big Bang Theory (2006)
- Big Wet Asses 8 (2006)
- Bitch and Moan 1 (2006)
- Bitches in Training 1 (2006)
- Black White Wet All Over 2 (2006)
- Bodacious Booty 1 (2006)
- Bring It Black 2 (2006)
- Bring Your A Game 1 (2006)
- Bubble Butt Bonanza 3 (2006)
- Butt Buffet 2 (2006)
- Butt Licking Anal Whores 4 (2006)
- Carnal Fuckin Chaos 1 (2006)
- Cash And Carey (2006)
- Climaxxx TV 3 (2006)
- College Invasion 8 (2006)
- Contract Fuck Sluts (2006)
- Corruption (2006)
- Cum Guzzlers 5 (2006)
- Cum in My Mouth I'll Spit It Back in Yours 6 (2006)
- Cumstains 7 (2006)
- Deviant Behavior (2006)
- Devinn Lane's Guide to Strap-On Sex (2006)
- Dirrty 5 (2006)
- Dirty Dan's POV 2 (2006)
- Disturbed 4 (2006)
- Double Anal Drill Team 1 (2006)
- Double Anal Drill Team 3 (2006)
- Double Anal Drill Team 4 (2006)
- Exposed 1 (2006)
- Faith's Fantasies (2006)
- Fashionistas Safado: The Challenge (2006)
- Flavor of the Month (2006)
- Four On The Whore 2 (2006)
- Freak on a Leash (2006)
- Fuck Slaves 1 (2006)
- Fuckin' Foreigners 1 (2006)
- Full Service 3 (2006)
- Gauntlet 2 (2006)
- Hardcore DP 1 (2006)
- Hellfire Sex 4 (2006)
- Hellfire Sex 5 (2006)
- Hellfire Sex 7 (2006)
- House of Ass 2 (2006)
- Hustler Casting Couch 14 (2006)
- I Like It Black and Deep in My Ass 6 (2006)
- In Your Face 2 (2006)
- Interracial (2006)
- Intimate Invitation 4 (2006)
- Intimate Invitation 5 (2006)
- Jungle Fever (2006)
- L.A. Vice (2006)
- Lesbian In Training 1 (2006)
- Lesbian Tutors 1 (2006)
- Lick Her Ass Off My Dick (2006)
- Magic Sticks 'N White Tricks 1 (2006)
- Male Is In The Czech (2006)
- Manhunters (2006)
- Mary Carey on the Rise (2006)
- Mass Destruction (2006)
- Mature Brotha Lovers 4 (2006)
- McKenzie Illustrated (2006)
- Meat My Ass 3 (2006)
- Mouth 2 Mouth 8 (2006)
- Mouthful of Ass (2006)
- My Wife's 1st Monster Cock 7 (2006)
- Nasty Universe 3 (2006)
- Nikita's Extreme Idols (2006)
- Nina Hartley's Guide to the Ultimate Sex Party (2006)
- No Man's Land 41 (2006)
- North Pole 60 (2006)
- Nurse This (2006)
- Nurseholes 2 (2006)
- Obedience School (2006)
- Obsession 2 (2006)
- Open For Anal 2 (2006)
- Outnumbered 4 (2006)
- Overflowing Assholes 3 (2006)
- Panty Party 3 (2006)
- Penetration 10 (2006)
- Penetration 12 (2006)
- Pimp My Ride And Nail Me Inside (2006)
- Play With Me (2006)
- Please Drill My Ass POV Style 3 (2006)
- Porno Revolution (2006)
- POV: For Your Eyes Only (2006)
- Riding The Curves 5 (2006)
- Rock Hard 6 (2006)
- Round Butt Sluts 1 (2006)
- Rub My Muff 7 (2006)
- Sack Lunch 2 (2006)
- Sex Objects (2006)
- She's Got It 2 (2006)
- She's Got it Cumming (2006)
- Shut Up And Fuck My A Hole (2006)
- Slutty and Sluttier 1 (2006)
- Some Like It Hot (2006)
- Sorority Splash 5 (2006)
- Spent 3 (2006)
- Stick It in Deep and Watch Her Weep (2006)
- Suck It Dry 2 (2006)
- Table For 3 (2006)
- Taboo 7 (2006)
- Talk Dirty to Me (2006)
- Tappin' That Ass 2 (2006)
- Tear Me A New One 3 (2006)
- Teen Anal Adventures 1 (2006)
- Turbo Charged And Ass Blasted (2006)
- Twisted as Fuck (2006)
- We Swallow 11 (2006)
- White Butts Drippin' Chocolate Nuts 6 (2006)
- White Crack 4 the Big Black (2006)
- X-Rated (2006)
- X-treme Violation 3 (2006)
- 2 Big 2 Be True 5 (2007)
- Adam and Eve Select 3 (2007)
- Addicted to Niko (2007)
- All Girl Fantasies (2007)
- Anal Cream Pie Assault (2007)
- Anal Hell 1 (2007)
- Anal Prostitutes On Video 4 (2007)
- Anal Solo Masturbation (2007)
- Annette Schwarz Is Slutwoman 1 (2007)
- Ass Everywhere 2 (2007)
- Ass Invaders 2 (II) (2007)
- Bangin Big White Booty 3 (2007)
- Belladonna: No Warning 3 (2007)
- Belladonna's Evil Pink 3 (2007)
- Belladonna's Odd Jobs 3 (2007)
- Bend Over and Say Ahhhh Again (2007)
- Bodacious Booty 2 (2007)
- Booty Annihilators 1 (2007)
- Boundaries 3 (2007)
- Bubble Butts Galore 5 (2007)
- Butt I Like It (2007)
- Butt Puppies (2007)
- By Appointment Only 4 (2007)
- Cheek Freaks 2 (2007)
- Chocolate Lovin' Moms 2 (2007)
- Culos Gigantes 3 (2007)
- Cum Play With Me 3 (2007)
- Deviant Angel (2007)
- Double Fucked 2 (2007)
- Double Violation (2007)
- Evilution 3 (2007)
- Extreme Asshole Makeover (2007)
- Filth And Fury 3 (2007)
- Filth Cums First 1 (2007)
- FlowerTucci.com 1 (2007)
- From My Ass to My Mouth 2 (2007)
- Gangbang Auditions 22 (2007)
- Gluteus Maximass 1 (2007)
- Harder Than Steel 2 (2007)
- Hellfire Sex 10 (2007)
- Home Schooled 5 (2007)
- House of Ass 7 (2007)
- Hustler Hardcore Vault 2 (2007)
- Hustler Hardcore Vault 5 (2007)
- Hustler Hardcore Vault 7 (2007)
- I Need 2 Black Men (2007)
- I Want To Be A Whore (2007)
- In Arsch und Fotze (2007)
- Intimate Invitation 6 (2007)
- It's Too Big 1 (2007)
- Jack in the Ass (2007)
- Lex and His Women (2007)
- Licensed to Blow 2 (2007)
- Licensed to Blow 3 (2007)
- Mandingo Unleashed 2 (2007)
- Manhammer 5 (2007)
- Marco's Crazy Dreams (2007)
- Masturbation Mayhem 2 (2007)
- Meat My Ass 7 (2007)
- MILF Invaders 2 (2007)
- MILFs In Heat 3 (2007)
- Mommy Loves Em Young (2007)
- Mope Squad 2 (2007)
- More Than A Handful 16 (2007)
- My Neighbor is a Porn Star (2007)
- Naughty Naturals 4 (2007)
- Neighbors (2007)
- No Man's Land Latin Edition 9 (2007)
- P.O. Verted 7 (2007)
- Phat Ass White Booty 1 (2007)
- Pigtails Round Asses 3 (2007)
- Porn Icon: Sean Michaels (2007)
- Racial Violations 1 (2007)
- Romantic Rectal Reaming 3 (2007)
- Rough Draft (2007)
- Round Mound Of Ass 1 (2007)
- Runaway Facesitter (2007)
- Sandra Romain's Stocking Tease (2007)
- Screw My Husband Please 7 (2007)
- Secrets (I) (2007)
- Sex and Violins (2007)
- Sick Chixxx (2007)
- Skeeter Kerkove's Girls Sodomizing Girls 2 (2007)
- Smothered N' Covered 3 (2007)
- Some Like It Black (2007)
- Stuffed (2007)
- Taboo 23 (2007)
- Tantric Sex Secrets (2007)
- Tease Before the Please 1 (2007)
- They're All Whores (2007)
- This Butt's 4 U 3 (2007)
- Toy Boxes 2 (2007)
- Uniform Behavior (2007)
- Upload (2007)
- Wedding Bells Gang Bang (2007)
- Whatabooty 3 (2007)
- White Chicks Gettin' Black Balled 19 (2007)
- 40 Inch Plus 6 (2008)
- All Holes No Poles 1 (2008)
- Anally Yours... Love, Jada Fire (2008)
- Ass Masters 2 (2008)
- Ass Traffic (2008)
- Ass Watcher 5 (2008)
- Be My Bitch 5 (2008)
- Beautiful Anal Divas 2 (2008)
- Bitchcraft 2 (2008)
- Bitchcraft 3 (2008)
- Black Sperm Receptacles (2008)
- Blackzilla is Splittin That Shitter 2 (2008)
- Blown Away 3 (2008)
- Border Patrol (2008)
- Boundaries 4 (2008)
- Boundaries 5 (2008)
- Cracked Wide Open (2008)
- Cum Worthy (2008)
- Defend Our Porn (2008)
- Delectable Desires (2008)
- Desperate Housewhores: More Than A MILF (2008)
- Double Anal Delight (2008)
- Dude That's My Mom (2008)
- Get Naked 4 (2008)